# Yoshizawa Hideo
Hideo Yoshizawa (吉澤 英生, sinh ngày 10 tháng 11 năm 1971) là một huấn luyện viên và cựu cầu thủ bóng đá người Nhật Bản.
Hideo Yoshizawa đã dẫn dắt Honda, FC Ryukyu, Matsumoto Yamaga FC và Gainare Tottori.